# Hermitage Hotel Prague
Hermitage Hotel Prague sídlí v bývalé budově tiskárny a vydavatelství Unie Vilím na adrese Svobodova 1961/1 na Novém Městě v Praze u Výtoně, na nároží ulic Svobodova a Na Děkance, po nichž vede hranice Vyšehradu.

## Tiskárna a vydavatelství
Secesně novorenesanční budova s fasádou ve stylu art deco se sgrafitovým dekorem byla postavena v letech 1906–1907. Budovu navrhl F. Zvěřina. Na budově je umístěna deska, podle níž projekt vypracoval arch. J. Libanský, Praha II, a budovu postavil inž. Ant. Belada, Praha VI.
Původně sloužila jako tiskárna Unie Vilím (Česká grafická unie, po znárodnění Polygrafia) a vydavatelství. Původní industriální ráz budovy prozrazují vysoké stropy a velké loftové prostory připomínající tovární haly. Dnes jsou jako připomínka na zdech umístěny rámy inspirované kubismem a litografie z dob staré tiskárny.
Budova byla prodloužená v letech 1920-1921 (F. Beránek, Č. Gregor) a v letech 1936-1938. Dům s adresou Na Děkance 2109/1a s ní tvoří jednolitý celek.

## Přestavba na hotel
Územní plán zde původně počítal s bytovou výstavbou. Od prosince 2007 do ledna 2009 investor Red Group budovu za cenu 511 miliónů korun přestavěl na hotel s 210 pokoji a apartmány, konferenčními prostory a restaurací (původně byla inzerována jedna restaurace pro hosty hotelu a jedna pro veřejnost). Vnější secesní fasáda zůstala prakticky v původní podobě. Směrem do dvora bylo přistavěno další křídlo budovy v nejnovějším architektonickém stylu. Ze střešní terasy propojené s prostorami pro fitness je výhled na řeku a panorama vnitřní Prahy. Nad garáží a kongresovým centrem vznikly střešní zahrady, které byly osazeny rostlinami výrazných barev a menšími stromy. Na střeše objektu na tuto zahradu navazuje zeleň umístěná v nádobách. Nové stromy investor vysadil také v okolí objektu.
Investor Red Group rekonstrukci objektu podrobně projednával s památkáři. Autorem návrhu přestavby je atelier IBA Ian Bryan Architects s.r.o. Přestavbu provedla Skanska CZ, pro média ji prezentoval projektový manažer Martin Kratochvíl. Výstavbu hotelu financovala developerská společnost Red Group, hotel provozuje společnost Hermitage Holdings a.s.

## Galerie

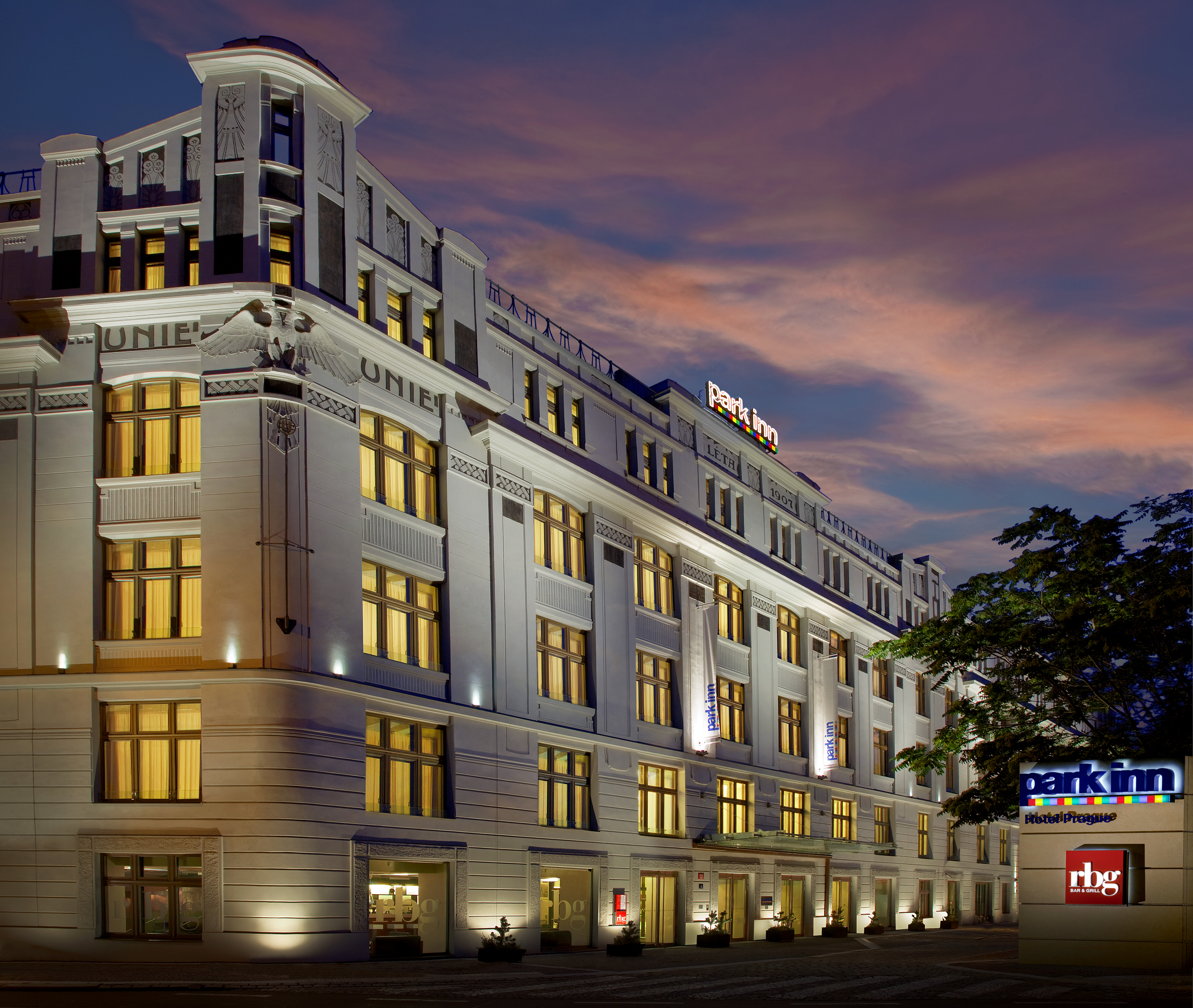
Hermitage Hotel Prague
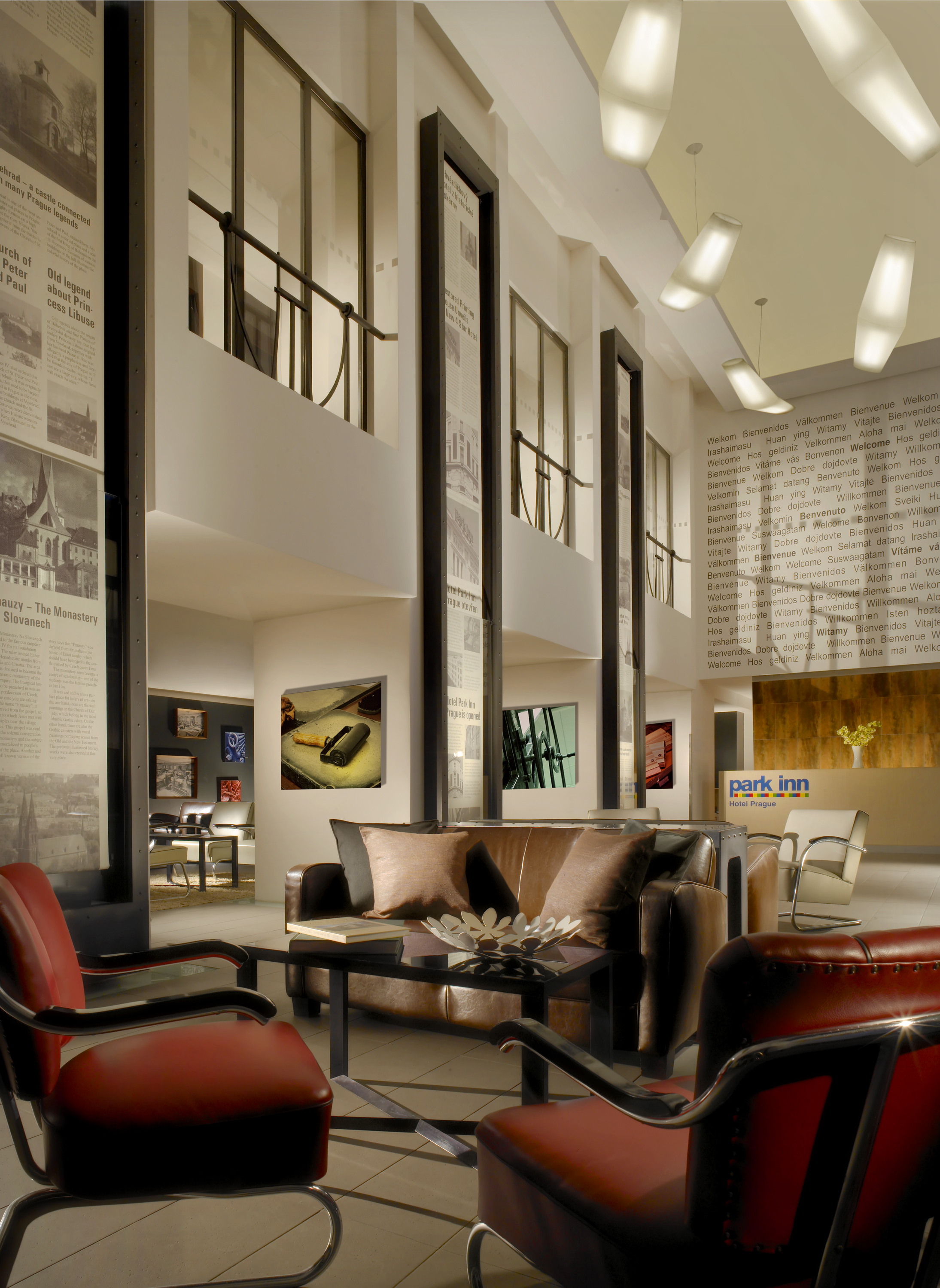
Lobby
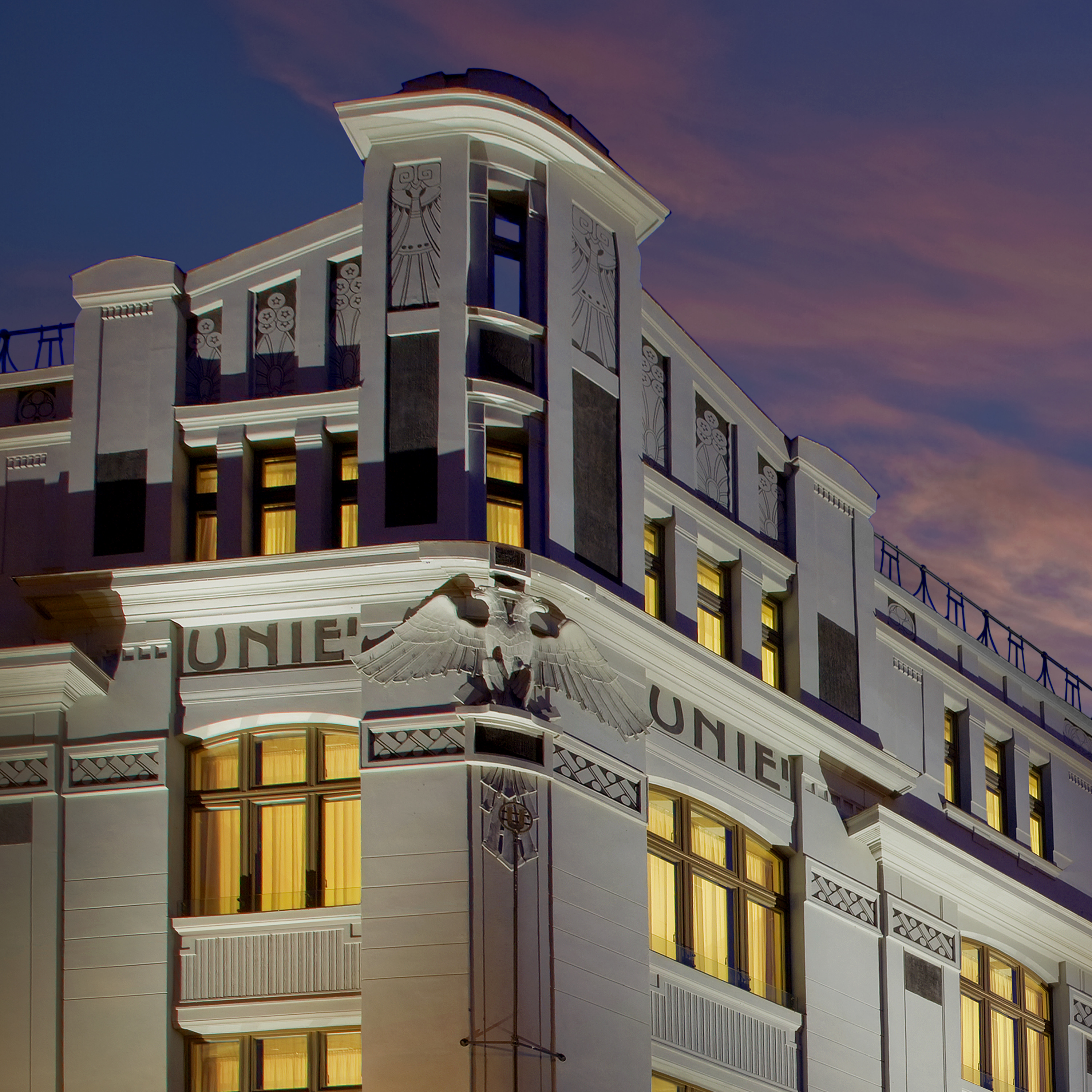
Detail budovy